# Киттендорф (замок)
Киттендорф (нем. Herrenhaus Kittendorf) — неоготический замок в коммуне Киттендорф в районе Мекленбургское Поозёрье в земле Мекленбург-Передняя Померания, Германия. Комплекс строился с 1848 по 1853 год. Заказчиком стал Ганс Фридрих фон Эртцен, камергер великого герцога Мекленбурга.

## История

### Ранняя история
Самостоятельное дворянское поместье в данном районе возникло не позднее начала XVI века. В середине XVIII века усадьбу приобрела семья фон Эртцен. Инициатором стал Георг Людвиг фон Эртцен (1716—1786). Вскоре после этого сюда из Люддендорфа перенесли главную резиденция рода. В 1766 году на месте прежней усадьбы были построены новые жилые и хозяйственные постройки. Густав Дитрих фон Эртцен (1772—1838) позаботился о том, чтобы к югу от поместья в 1836 году был разбит живописный ландшафтный парк.
Ганс Фридрих фон Эрцен (1816—1902), сын Густава Дитриха, постоянно проживал в Киттендорфе с 1841 года и до самой смерти. Он был важным сановником герцогства Мекленбург-Шверин. В связи с этим частым гостем замка был герцог Мекленбурга. Поэтому у хозяев возникла идея радикальной реконструкции прежней усадьбы.

### Строительство неоготического замка

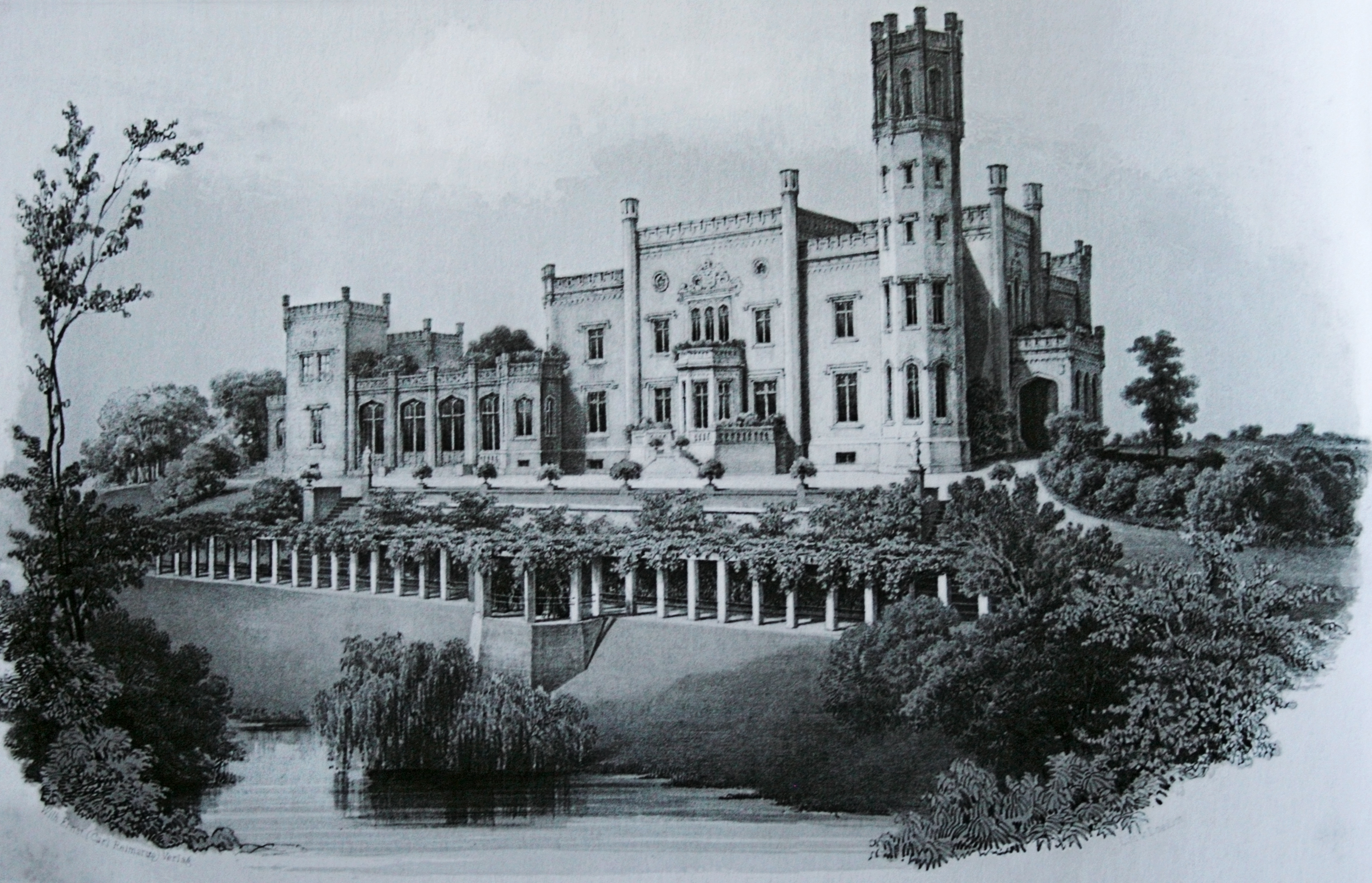
Замок Киттендорф на литографии 1855 года

Здесь прошло детство высшего чиновника герцогства Густава фон Эртцена и его сестры Паулы фон Эртцен, которая впоследствии стала женой известного британского биолога Джорджа Генри Наттолла.
Примерно в 1850 году замок Киттендорф стал центром обширных владений, площадь которых достигала почти 1600 гектаров. Поместье включало деревни Киттендорф, Миттельхоф и Овельгюнде. Тогда же было возведено современное здание замка в стиле неоготики.
В 1875 году комплекс значительно расширили. В северо-западной части пристроили ещё одно жилое крыло. На каждом этаже предусмотрели по три комнаты.

### XX век
В 1930 году Фриц фон Эртцен приказал демонтировать перголу в южной террасе дворца и разобрать две лестницы.
Во время Второй мировой войны медные листы, которые составляли основу кровли, были сняты и использованы для нужд военного производства. Здания укрыли суррогатной крышей из битумной бумаги.
После завершения войны замок Киттендорф оказался на территории Советской зоны оккупации Германии. В результате земельной реформы 1945 года все владения семьи фон Эртцен оказались экспроприированы.
Во времена ГДР в замке Киттендорф располагалась школа-интернат сельскохозяйственного профессионально-технического училища. Средств на содержание ансамбля в должном состоянии у коммунистических властей катастрофически не хватало. Поэтому замок пришёл в полный упадок.
Интернат закрыли в 1988 году, а замок Киттендорф стал собственностью района Нойбранденбург. Сначала здесь планировали открыть учебный центр имени одного из основателей германской компартии Вильгельма Пика. В связи с этим объекты недвижимости в 1988 году стали приводить в порядок, в том числе и парк. Однако после падения Берлинской стены все работы были прекращены.

### Восстановление замка
в 1992 году замок Киттендорф приобрёл предприниматель из Берлина Иоганн Треттлер. Он позаботился не только о ремонте, но также о тщательной реставрации замка в соответствии с оригинальными документами и с соблюдением требований немецкого законодательства об охране памятников культуры. Так как от прежних предметов интерьера ничего не осталось, собственник скупал антикварную мебель, люстры, статуэтки и картины середины XIX века по всей Европе. В итоге собранная коллекция сделала замок небольшим музеем. Особенно яркими оказались собрание люстр и библиотека из книг XIX века.
В 1995 году Треттлер открыл в полностью модернизированном и отреставрированном замке респектабельный отель под названием Schloss-Hotel Kittendorf.

### XXI век
После смерти Иоганна Треттлера в 2004 году, его дело продолжил сын. Младшему Треттлеру было всего 25 лет, но он полностью взял на себя вопросы управления комплексом зданий и парком. Это сделало его одним из самых молодых владельцев исторических замков Европы. Спустя почти 10 лет 1 ноября 2011 года была основана компания Schloss Kittendorf GmbH & Co. во главе с предпринимателями Томом Бакенбергером, Ральфом Шлеммингером и Норбертом Раммом. Они и стали новыми собственниками замка. Немедленно началась новая реставрация и реконструкция комплекса.
16 мая 2018 собственность Schloss Kittendorf GmbH & Co года приобрёл берлинский предприниматель Стефан Хайдеманн.

## Современное использование
В настоящее время замок функционирует как элитный отель. Здесь возможно проведение юбилеев, торжеств, корпоративных мероприятий и свадеб. Залом для официальных бракосочетаний служит бывшая библиотека.

## Описание

### Здания и сооружения
В 1751 году на фундаменте прежней усадьбы XVI века был построен первый крупный особняк. Двухэтажное фахверковое здание имело высокую шатровую крышу и боковые крылья. После строительства современного здания остатки прежних построек находились к западу от резиденции. Некоторое время их использовали в различных целях, но позднее забросили. Окончательно их снесли в 1999 году.
К XIX веку количество хозяйственных построек выросло примерно до десятка. Часть из них снесли ещё в 1960-е годы, а к 1999 годах эти сооружения почти полностью исчезли. Сохранился только так называемый «Шведский дом». Это здание к юго-востоку от замка построили в 1865 году в стиле неоготики для родственницы семьи, прибывшей из Швеции. Особняк имел четыре фронтона, крутую двускатную крышу и высокие дымоходы.

### Архитектура
Усадьба в Киттендорфе была создана по проекту архитектора Фридриха Хитцига. Её прототипом послужил Замок Бабельсберг, строительство которого завершилось всего несколькими годами ранее. Причём Бабельсберг строился в стиле тюдоровской готики, очень популярной в XIX веке в Англии. Со своими башенками, эркерами, зубчатыми вершинами стен и балконами, Киттендорф очень напоминает соседние замки. В частности, Бреденфельде (который также спроектировал Хитциг). Ещё в 1847 году швейцарский архитектор Огюст де Мерон построил недалеко замок замок в аналогичном стиле.
Главное двухэтажное здание комплекса вытянуто ключевым фасадом почти ровно с севера на юг. При этом северная часть слегка отклоняется к востоку. Благодаря пристройкам главное здание имеет более сложную форму, чем идеальный прямоугольник. Плоские односкатные крыши на всех участках сильно отступают за декоративные зубчатые навершия стен. В восточном углу здания доминирует пятиэтажная многоугольная башня.
Главный портал с выдающейся вперёд беседкой находится на северо-восточном фасаде главного дома. Перед ним расположены мощёная камнем небольшая площадь. Окна фасада выполнены в виде тюдоровских арок. Остальная часть оконных проёмов — простыне прямоугольники с карнизами.
Юго-восточный фасад занимает большая терраса, идущая вдоль всего здания. Пергола, которая изначально располагалась перед всем крылом, была демонтирована в 1930 году. На террасу можно попасть из главного крыла комплекса через специальные лестницы.
Далее к юго-западу узкое крыло изначально задумано как одноэтажный зимний сад с отдельной террасой на крыше. Эта часть здания завершает двухэтажное здание в виде башни. Тюдоровские арки здесь находятся на первом этаже над террасой и на оранжерее. Задние фасады не имеют яркой архитектурной отделки.

### Внутреннее убранство
Богато отделанные интерьеры здания изначально располагались в юго-восточной части комплекса, обращённой к парку. В центре главного крыла имелись преимущественно представительские комнаты. Особо стоит упомянуть садовую комнату и столовую — это единственные двухэтажные помещения с мансардными окнами.
Жилые комнаты располагались в северо-западной части здания. После того, как замок был преобразован в отель, бывшие жилые помещения превратились в гостиничные номера. Всего было создано 25 обычных номеров и люксов. Причём каждое помещение имело индивидуальную планировку и дизайн.
В значительной степени хорошо сохранились внутренние архитектурные украшения. Интерьер замка Киттендорф знамениты в числе прочего лепниной из мастерских Вильгельма Данкберга. В вестибюле в оформлении преобладают сельскохозяйственные мотивы, Бальный зал украшен скульптурами (а его пол богато инкрустирован), а в Садовом зале господствует тема фруктов. Юго-восточная башня отличается оформлением в звёздном (астрономическом) стиле. В витражах используется тема охоты. Впечатляет и зал библиотеки с зелёным мраморным камином.

### Парк
Английский ландшафтный парк замка Киттендорф, вероятно, был спроектирован известным ландшафтным архитектором Петером Йозефом Ленне. Во время реконструкции поместья он был одним из самых востребованных специалистов в Мекленбурге. Изначально парк занимал площадь 110 гектаров. Вероятно, ему ранее предшествовал сад в стиле барокко. Со временем площадь парка уменьшилась до 20 га.
Компоненты сада — это четырёхрядная липовая аллея, которая ведет с северо-запада к замку, и река Пене, протекающая через зелёную зону. Ленне реконструировал эту реку в пруд с двумя островами. В результате строительства специальных дамб, река, вытекая из прудов, оказалась романтичным ручьём, протекающим через основной парк.

## Окрестности
К северу от замка, примерно в 20 километрах, находится роща Ивенакер-Тиргартен. Здесь растут знаменитые ивенакерские дубы. Самому старому из них около 1000 лет. Высота деревьев достигает 35 метров.
Совсем рядом с замком находится хорошо сохранившаяся деревенская церковь Киттендорф, построенная ещё во второй половине XIII века. К юго-запалу от замка лежит город Варен (Мюриц).

## Галерея

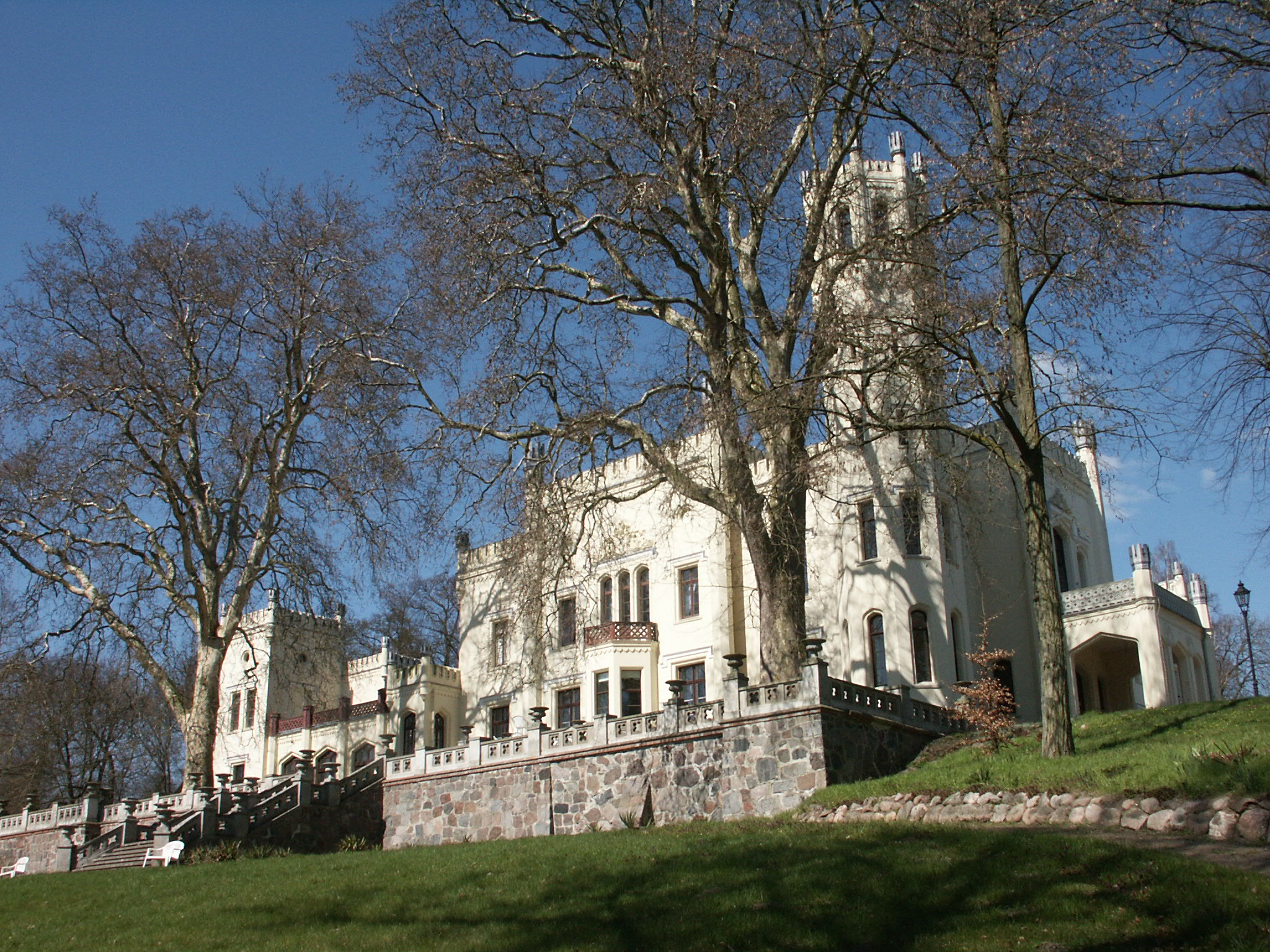
Вид замка в начале весны
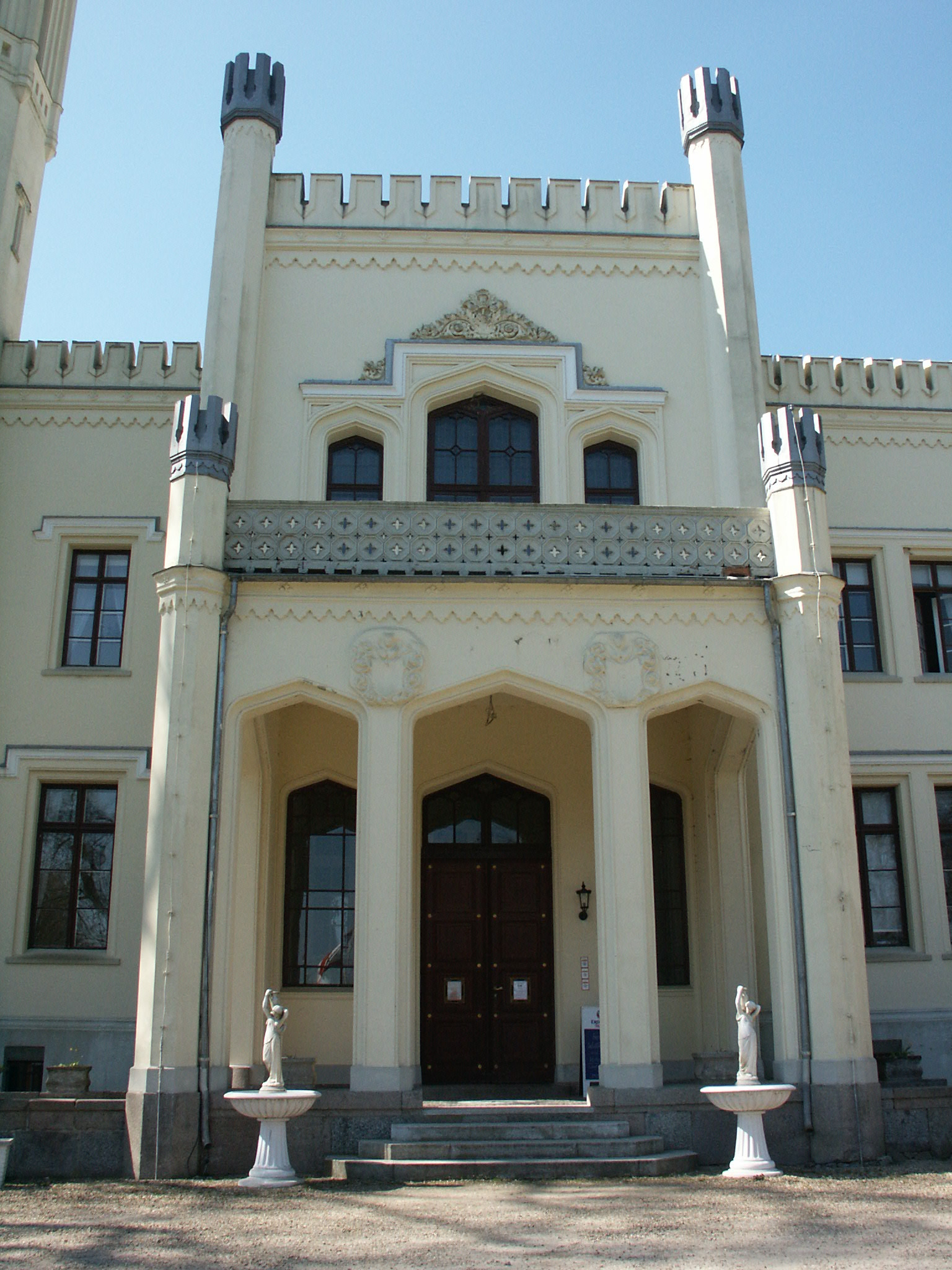
Главный вход в замок
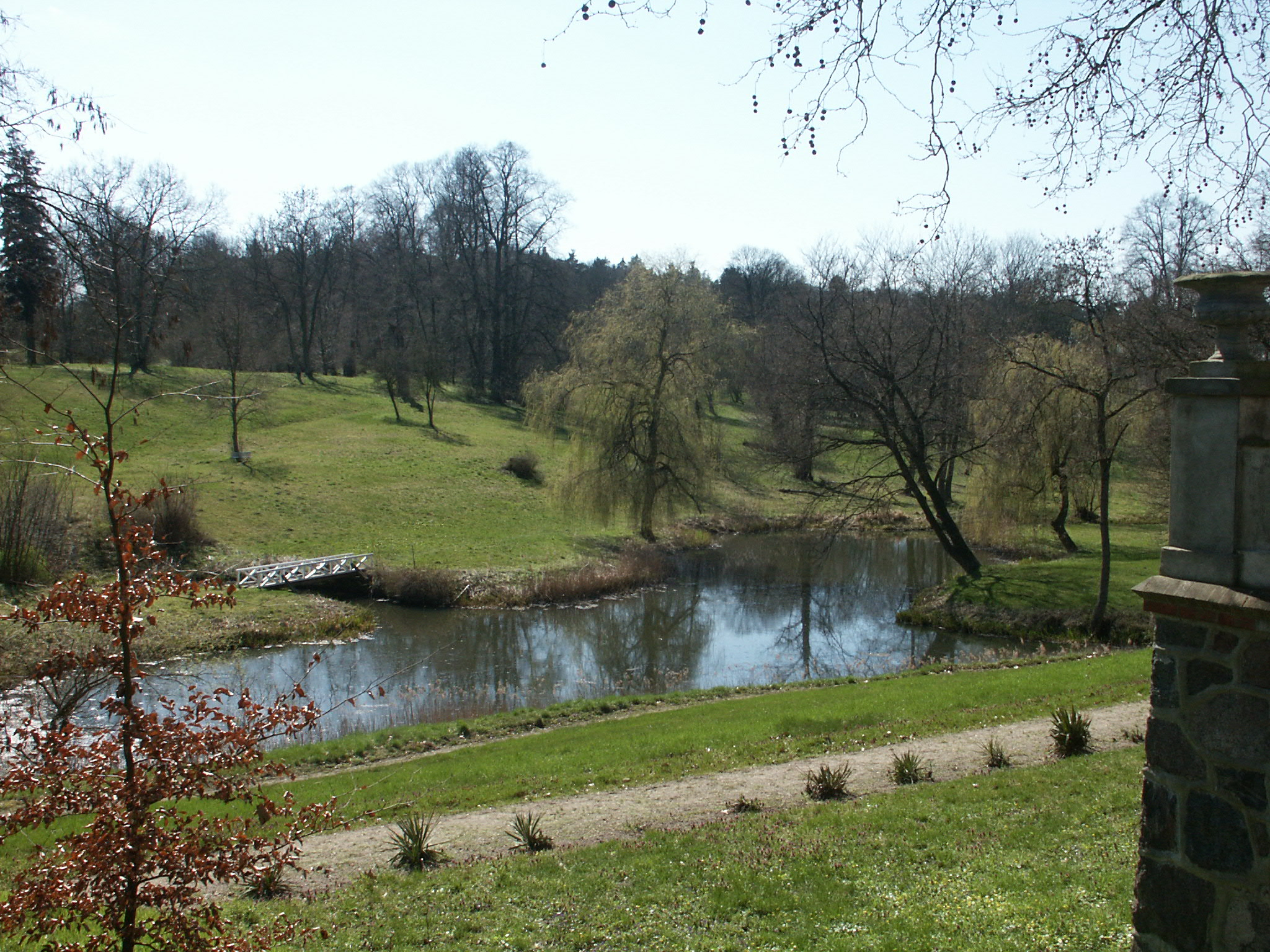
Вид замкового парка в начале весны
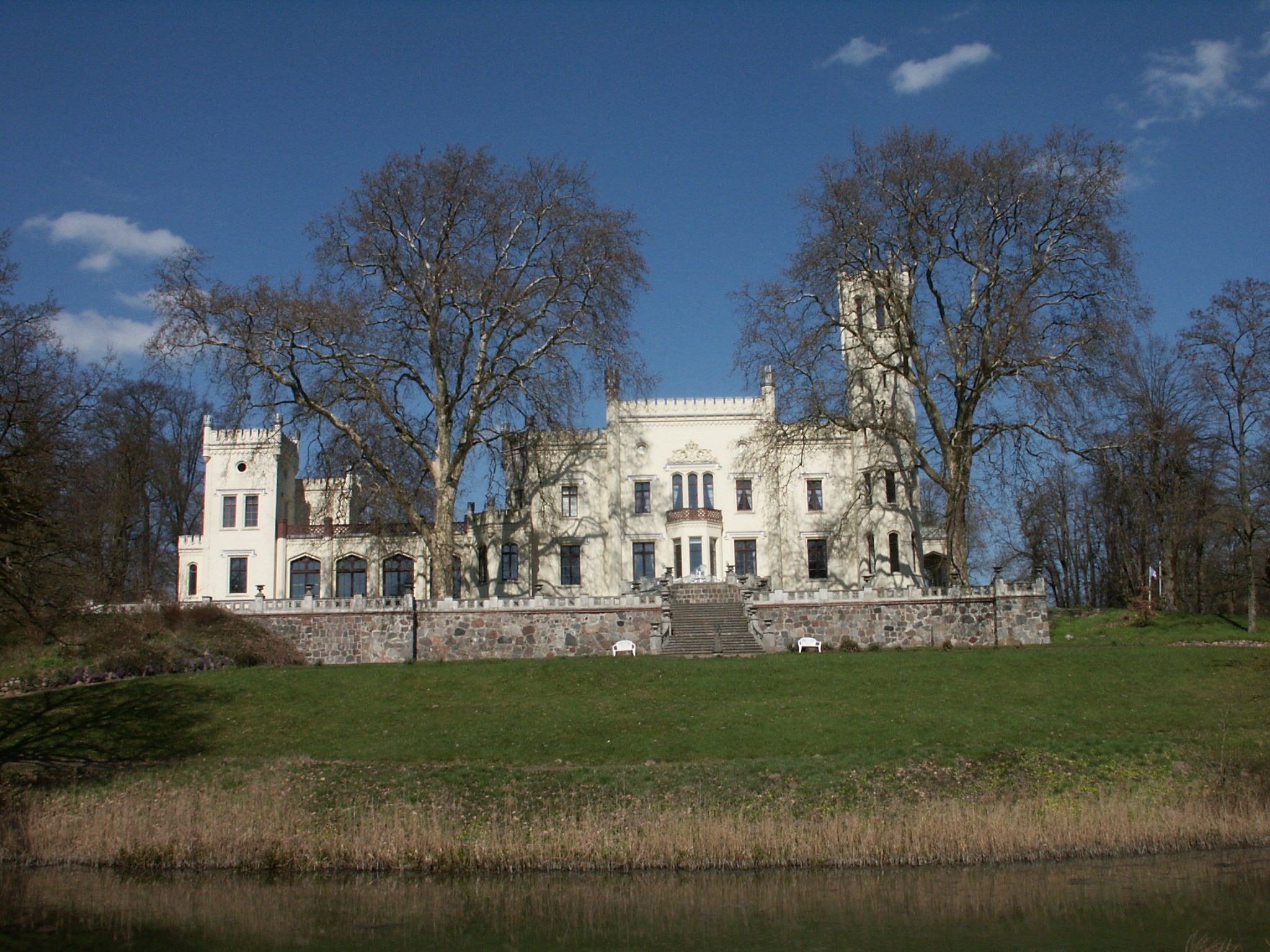
Фасад замка со стороны воды
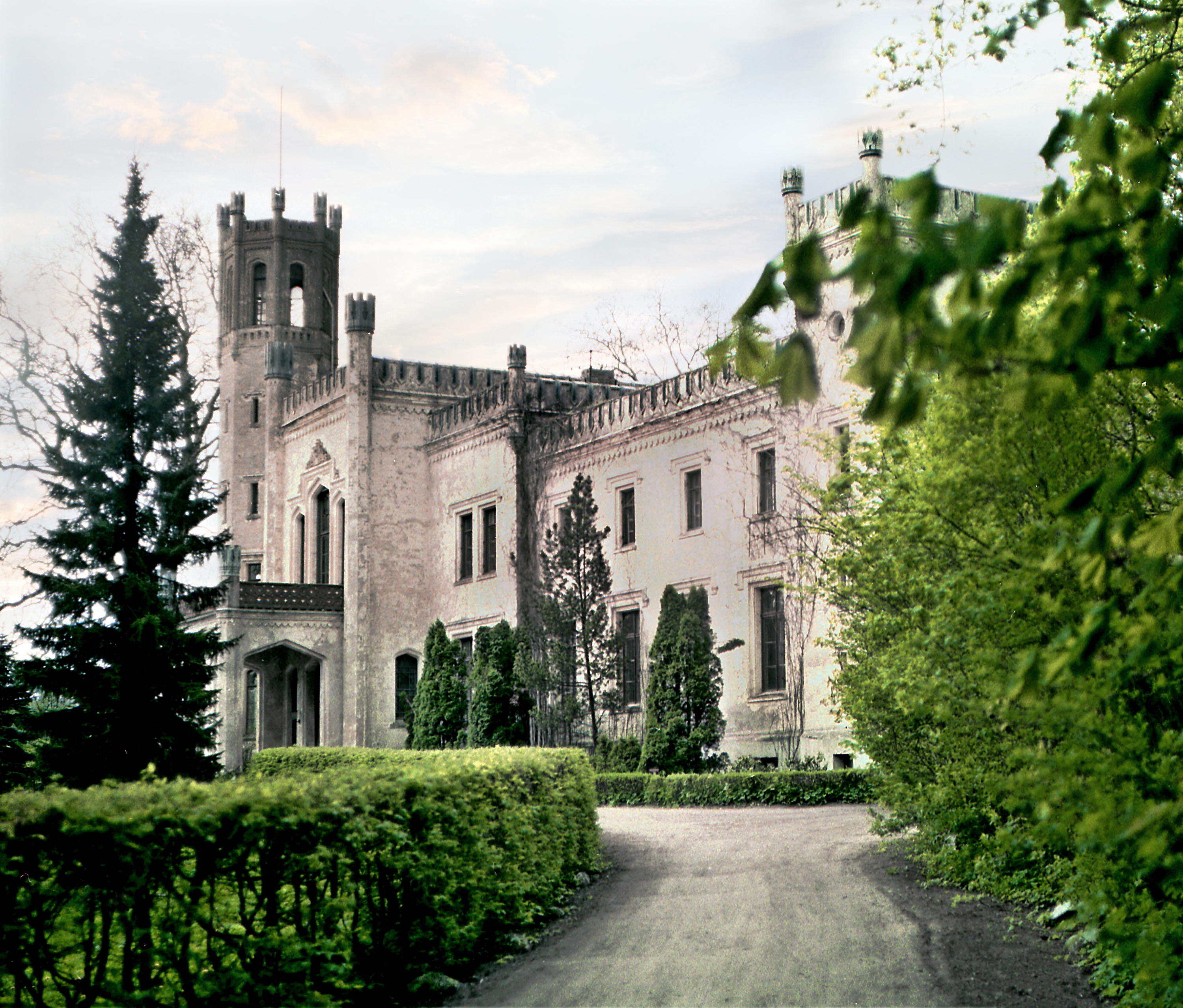
Площадь перед главным входом